# György
György [ˈɟørɟ] ist ein ungarischer männlicher Vorname. Es handelt sich um die ungarische Form von Georg.

## Herkunft und Bedeutung
Der Name György ist eine Form des griechischen Männernamens Γεώργιος (altgriechische Aussprache Geōrgios, heutige Aussprache Jeórjios). Der Name ist abgeleitet von γεωργός (Aussprache geōrgós/jeorgós) ‚Landwirt‘. Das Wort ist zusammengesetzt aus γῆ/γη (gē/ji) ‚Erde‘ und ἔργον/έργο (érgon/érgo) ‚Arbeit‘ und bedeutet eigentlich ‚Erd(be)arbeiter‘.

## Namensträger

### Vorname
- György Cserhalmi (* 1948), ungarischer Schauspieler
- György Csete (1937–2016), ungarischer Architekt
- György Csordás (1928–2000), ungarischer Schwimmer
- György Cziffra (1921–1994), ungarischer Pianist
- György Dalos (* 1943), ungarischer Schriftsteller und Historiker
- György Dózsa (um 1470–1514), Anführer des Ungarischen Bauernaufstands
- György Faludy (1910–2006), ungarischer Schriftsteller
- György Garics (* 1984), ungarisch-österreichischer Fußballspieler
- György Gedó (* 1949), ungarischer Boxer und Boxtrainer
- György Geszler (1913–1998), ungarischer Pianist und Komponist
- György Gurics (1929–2013), ungarischer Ringer
- György Ivánkai (* 1937), ungarischer Eisschnellläufer
- György Iványi (1939–2019), deutsch-ungarischer Bauingenieur
- György Jakubinyi (* 1946), rumänischer Geistlicher, Erzbischof von Alba Iulia
- György Jendrassik (1898–1954), ungarischer Erfinder
- György Káldi (1573–1634), ungarischer Jesuit und Bibelübersetzer
- György Kárpáti (1935–2020), ungarischer Wasserballspieler
- György Kmety (1813–1865), ungarischer Offizier und Freiheitskämpfer
- György Kolonics (1972–2008), ungarischer Kanute
- György Konrád (1933–2019), ungarischer Schriftsteller
- György Korsós (* 1976), ungarischer Fußballspieler
- György Kósa (1897–1984), ungarischer Komponist
- György Kulin (1905–1989), ungarischer Astronom
- György Kurtág (* 1926), ungarischer Komponist
- György Lázár (1924–2014), ungarischer Politiker
- György Lehoczky (1901–1979), ungarisch-deutscher Architekt
- György Ligeti (1923–2006), ungarisch-österreichischer Komponist
- György Lukács (1885–1971), ungarischer Philosoph und Literaturwissenschaftler, siehe Georg Lukács
- György Marik (1924–1988), ungarischer Fußballspieler und -trainer
- György Márkus (1934–2016), ungarischer Philosoph
- György Martos (* 1943), ungarischer Eisschnellläufer
- György Melis (1923–2009), ungarischer Sänger (Bariton)
- György Mitró (1930–2010), ungarischer Schwimmer
- György Moldova (1934–2022), ungarischer Schriftsteller
- György Négyesy (1893–1992), ungarischer Schachspieler
- György Orth (1901–1962), ungarischer Fußballspieler und -trainer
- György Pálfi (* 1974), ungarischer Filmregisseur
- György Páros (1910–1975), ungarischer Schachkomponist
- György Pauk (1936–2024), ungarischer Violinist
- György Petri (1943–2000), ungarischer Schriftsteller und Lyriker
- György Ránki (Komponist) (1907–1992), ungarischer Komponist
- György Ring (* 1981), ungarischer Fußballschiedsrichterassistent
- György Sándor (1912–2005), ungarisch-US-amerikanischer Pianist
- György Sárosi (1912–1993), ungarischer Fußballspieler und -trainer
- György Sebestyén (1930–1990), ungarisch-österreichischer Autor
- György Snell (1949–2021), ungarischer Geistlicher, Weihbischof in Esztergom-Budapest
- György Soros (* 1930), US-amerikanischer Investmentbanker und Philanthrop, siehe George Soros
- György Szapucsek (1884–1945), ungarischer Geistlicher, Erzbischof von Esztergom, siehe Jusztinián György Serédi
- György Széll (1897–1970), ungarisch-amerikanischer Dirigent, Pianist und Komponist, siehe George Szell
- György Sztantics (1878–1918), ungarischer Leichtathlet
- György Szűcs (1912–1991), ungarischer Fußballspieler und -trainer
- György Tábori (1914–2007), ungarisch-britischer Theaterregisseur und Autor, siehe George Tabori
- György Tumpek (1929–2022), ungarischer Schwimmer
- György Vukán (1941–2013), ungarischer Komponist, Pianist und Jazzmusiker

### Familienname
- Endre György (1848–1927), ungarischer Politiker, wirtschaftswissenschaftlicher Schriftsteller und Ackerbauminister
- Monika György (* 1982), rumänische Skilangläuferin
- Paul Gyorgy (ursprünglich György, 1893–1976), ungarisch-US-amerikanischer Mediziner
- Réka György (* 1996), ungarische Schwimmerin